# ブリクシア モデル 35 迫撃砲

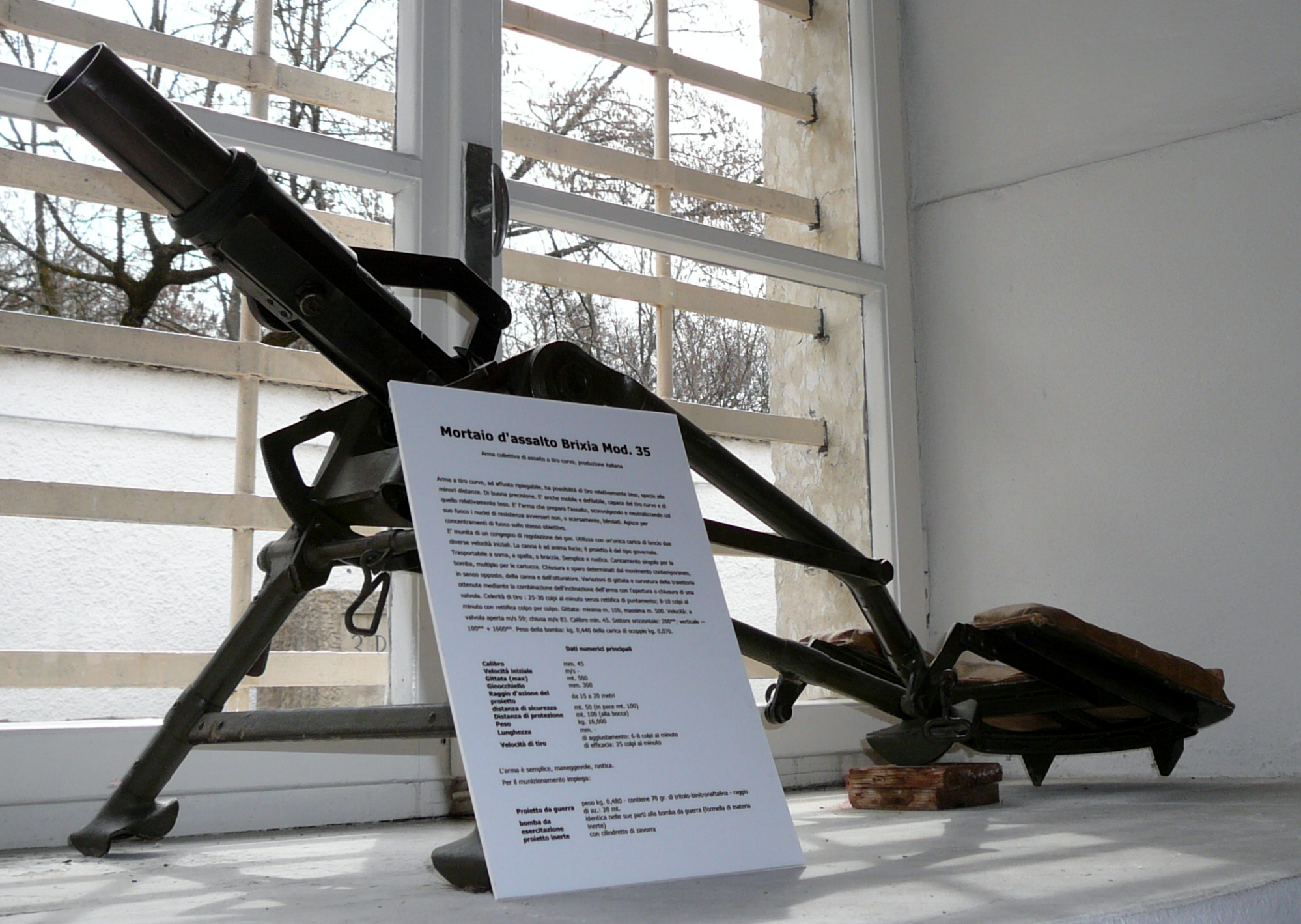
ブリクシア Mod.35 迫撃砲。発射用空砲の弾倉が未挿入で、砲身が前進した状態

ブリクシア モデル 35 迫撃砲（ - はくげきほう、イタリア語: Mortaio Brixia Modello 35）とは、第二次世界大戦でイタリア軍が使用した45 mm 軽迫撃砲である。

## 概要
迫撃砲としては特殊な構造をしており、脚に固定された臼砲に近い形状をしていて、後装式であった。後脚にはクッションが設けられ、射手が座れるようになっていた。このクッションは搬送時に折りたたんだ脚を背負う際の背中当てにもなっている。必要に応じて、射手は砲の後方に伏せた姿勢をとることもあった。二名で運用するのが基本だが、一名で運搬・射撃を行うことも可能だった。
本砲は砲身にライフリングが無い滑腔砲で、砲弾には飛翔中の弾道を安定させるために羽が付いている。砲弾の後部には推進薬が内蔵されていない。本砲では発射用の空砲を別個に装填する必要があった。砲の後端には空砲用の10発入りマガジンを上から挿入するようになっていた。
砲の設置と空砲装填・照準が完了したら、射手がレバーを押して砲身を解放・前方へ移動させることで、砲弾を装填するための開口部が現れる。装填手が開口部から砲弾を挿入したら、射手はレバーを引いて砲身を後退させ、砲身が下がり切って閉鎖した時点で空砲が撃発して、空砲の燃焼ガスの圧力によって砲弾が発射される。つまり発射のタイミングは、射手がレバーを操作して砲身を後退・閉鎖させる動作によって決定される。
複雑な構造をしていてコストが高く、故障が多かったといわれている。
主にイタリア軍によって使用されたが一部はドイツ軍にも配備されて、4.5cm迫撃砲176（i）の名称で北アフリカやイタリア半島の各戦線で使用された。

## スペック
- 口径: 45 mm
- 砲身長: 260 mm
- 重量: 15.5 kg
- 砲弾重量: 456 g
- 仰角: +10～+90度
- 左右角: 20度
- 初速: 83 m/s
- 最大射程: 530 m
- 発射速度：8 - 15 分/発
- 人員：2名

## 登場作品
- 砂漠の戦場エル・アラメン(1968年)